# Musée d'Art et d'Histoire du judaïsme
 (avril 2019).
Le musée d'Art et d'Histoire du judaïsme (mahJ) est installé dans l'ancien hôtel particulier familial d'Avaux, puis de Saint-Aignan dans le quartier du Marais (3e  arrondissement de Paris).
Le musée retrace l'histoire de la culture des Juifs depuis le Moyen Âge jusqu'au XXe siècle. Sa collection d'objets religieux, de manuscrits et d’œuvres d'art promeut les contributions des Juifs à la France et au monde, particulièrement dans le domaine de l'art. Le musée présente une collection d’objets de culte et un fonds historique et ethnographique. Il conserve notamment 2 700 documents sur l'affaire Dreyfus, donnés par la famille de ce dernier.
Une place importante est consacrée à la présence juive dans les arts avec des peintres de l’École de Paris (Chagall, Kikoïne, Soutine…) et des artistes contemporains (Christian Boltanski, Sophie Calle…).
Le mahJ possède également une médiathèque (bibliothèque, vidéothèque et photothèque) et une librairie ouvertes au public, ainsi qu'un auditorium de 198 places.
Des visites guidées et des ateliers sont proposés.
A noter que les collections permanentes sont accessibles gratuitement tous les premiers samedis du mois.

## Le musée
Le projet de musée remonte au milieu des années 1980 : il hérite en partie du musée d’Art juif de Paris fondé en 1948 par un groupe de survivants de la Shoah originaires d’Europe orientale, et installé rue des Saules dans le 18e arrondissement. Le projet du mahJ, est lancé en 1985 à l’initiative de Claude-Gérard Marcus, Victor Klagsbald et Alain Erlande-Brandenburg, et porté par la Ville de Paris et le ministère de la Culture. Conduit par Laurence Sigal à partir de 1988, avec le soutien de la direction des Musées de France, et de la direction des Affaires culturelles de la Ville de Paris, le projet aboutit, dix ans plus tard, à l’ouverture du mahJ dans l’hôtel de Saint-Aignan.

### La collection permanente
Chaque salle de la collection permanente s'organise autour d'une triple articulation chronologique, géographique et thématique, afin de mettre en valeur à la fois la diversité et l'unité des communautés juives d'Europe et du Maghreb à travers leurs rites, leurs croyances, leurs productions artistiques et leur culture matérielle.
La situation des Juifs de France est singulière car Juifs ashkénazes et Juifs séfarades cohabitent et les deux traditions se mêlent.

#### Salle d’introduction
La visite débute par une présentation d'objets symboliques et de documents fondamentaux afin de montrer l’exceptionnelle pérennité de l'identité et de la civilisation du peuple juif malgré sa dispersion.

#### Les Juifs en France au Moyen Âge

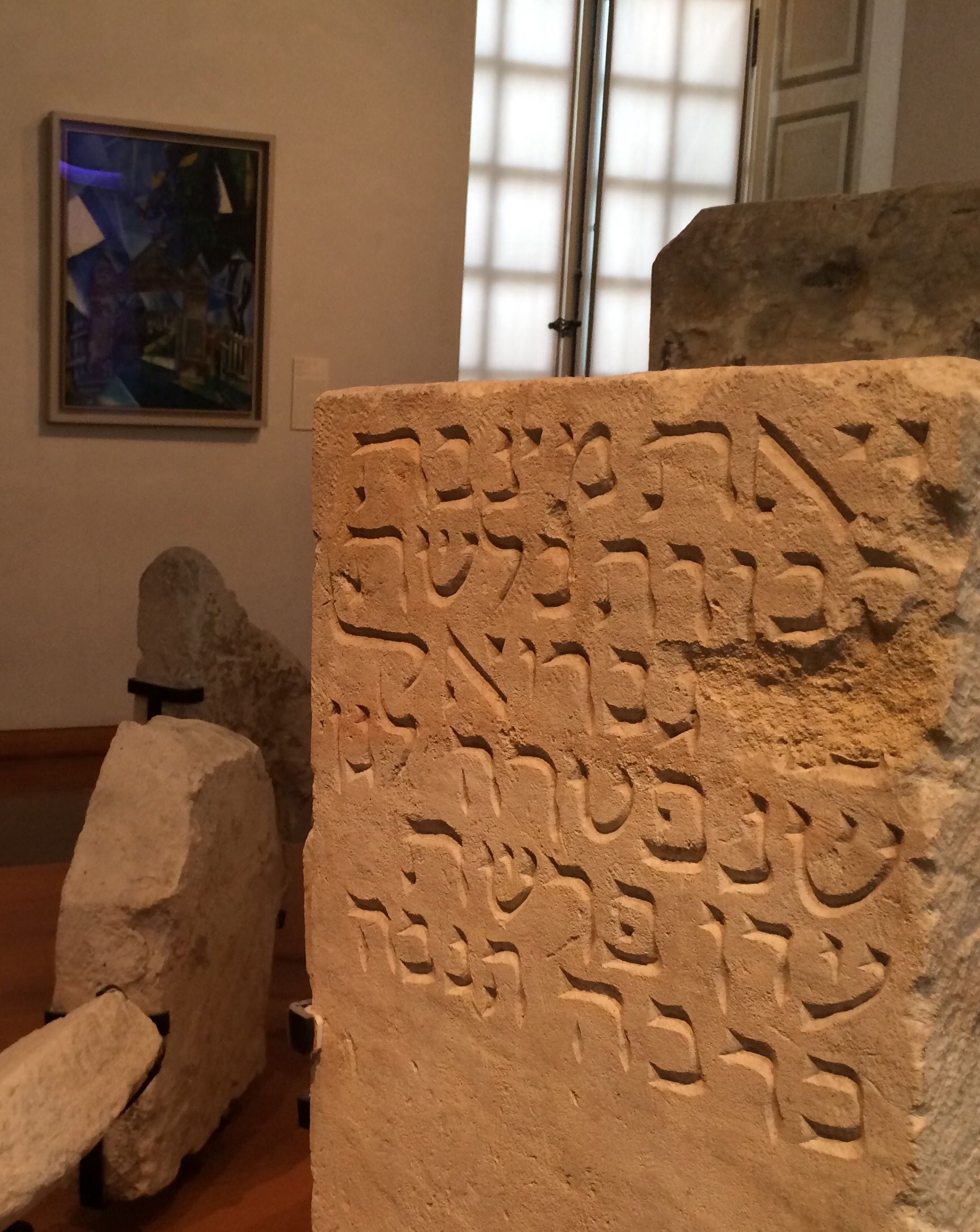
Stèles funéraires du cimetière juif de la rue Pierre-Sarrazin (Paris, XIIIe siècle).

Les Juifs de France au Moyen Age avait une riche vie culturelle, comme en témoigne l'œuvre de Rachi, un rabbin et talmudiste du XIe siècle. Mais plusieurs édits d'expulsion des Juifs sont promulgués, en particulier un édit de Philippe le Bel en 1304, puis un édit de Charles VI en 1394.
Au centre de la salle sont exposées des stèles funéraires exceptionnelles provenant d'un cimetière juif parisien du XIIIe siècle, retrouvées en 1849 lors des travaux d’aménagement de la librairie Hachette, à l’angle de la rue Pierre-Sarrazin et de la rue de la Huchette, l’actuel boulevard Saint-Michel. Ces stèles représentent le plus grand ensemble archéologique découvert sur le sol français.
Des manuscrits précieux sont exposés dans un comptoir de présentation et plusieurs objets religieux rares, dont une lampe d'Hanoucca du XIVe siècle, montre la richesse culturelle du judaïsme français médiéval.
Le visiteur a une première approche de l'organisation communautaire, des réseaux du savoir et de l'inscription des Juifs dans le monde chrétien.

#### Les Juifs en Italie, de la Renaissance auXVIIIesiècle
Pendant la Renaissance jusqu'au XIXe siècle, l'Italie n'était pas un pays unifié, donc la vie et la présence des Juifs diffèrent selon les régions. Cette salle montre l'activité culturelle de plusieurs villes, telles que Modène et Venise. Des pièces de mobilier synagogal sont exposés, par exemple une Arche Sainte de Modène datant de 1472, des pièces d’orfèvreries et des broderies liturgiques. ces magnifiques objets témoignent du raffinement de l'art italien à la Renaissance.
Le cycle de la vie - naissance, circoncision, Bar Mitzvah, mariage - est illustré à travers des objets, des bijoux et des manuscrits. Des contrats de mariages enluminés (ketoubbot) sont exposés dans des cadres. Plusieurs tableaux du XVIIIe siècle, attribués à Marco Marcola, représentent des scènes religieuses de la vie des Juifs de Venise.
Daté de 1720, un tableau d'Alessandro Magnasco dépeint des Funérailles juives dans un style sombre et rococo, certains détails sont fidèles à des coutumes juives, Magnasco étant intéressé par les sujets juifs, particulièrement les synagogues.

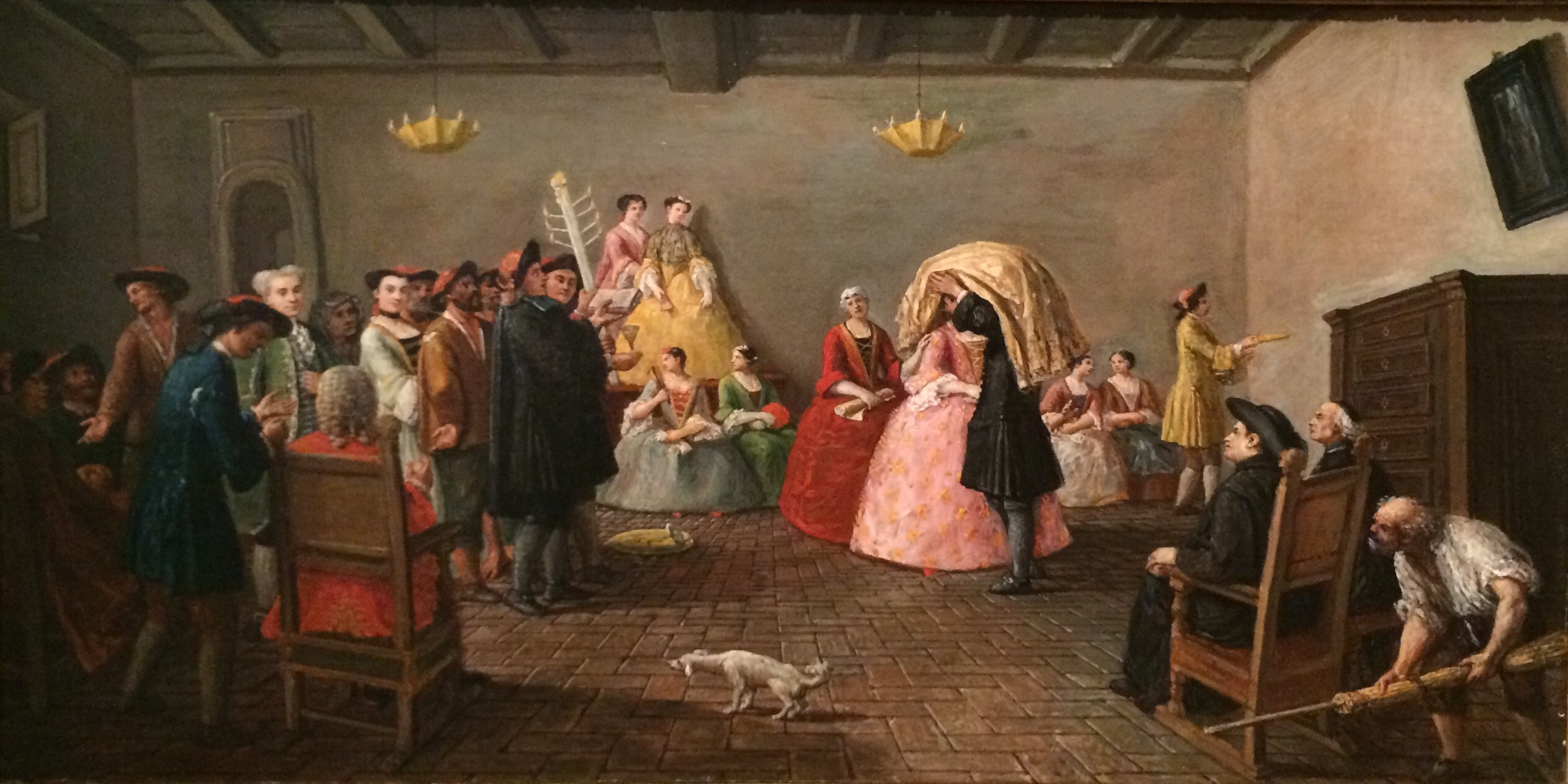
Un mariage juif, Marco Marcuola, Venise, vers 1780.
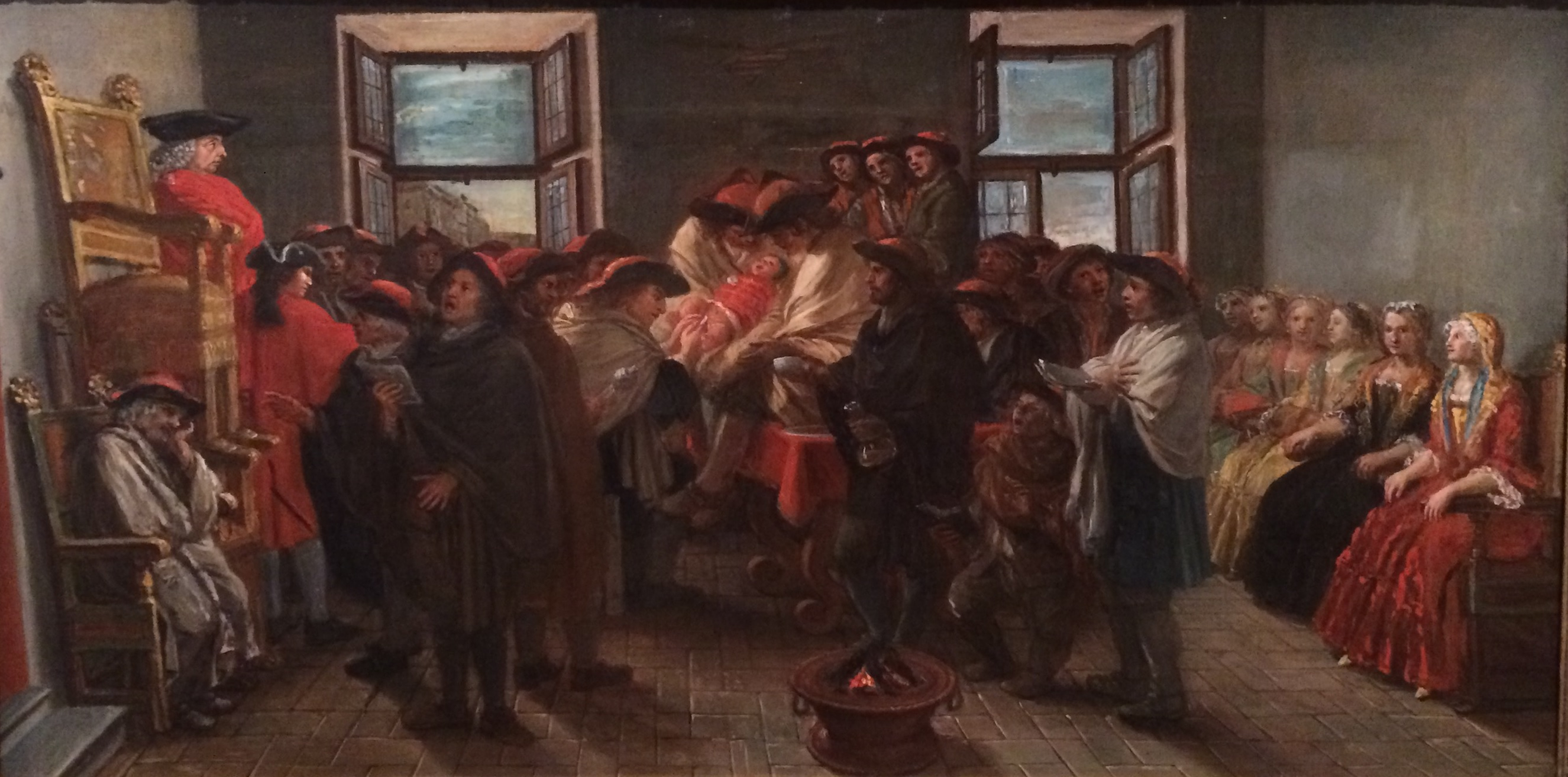
Une circoncision, Marco Marcuola, Venise, vers 1780.
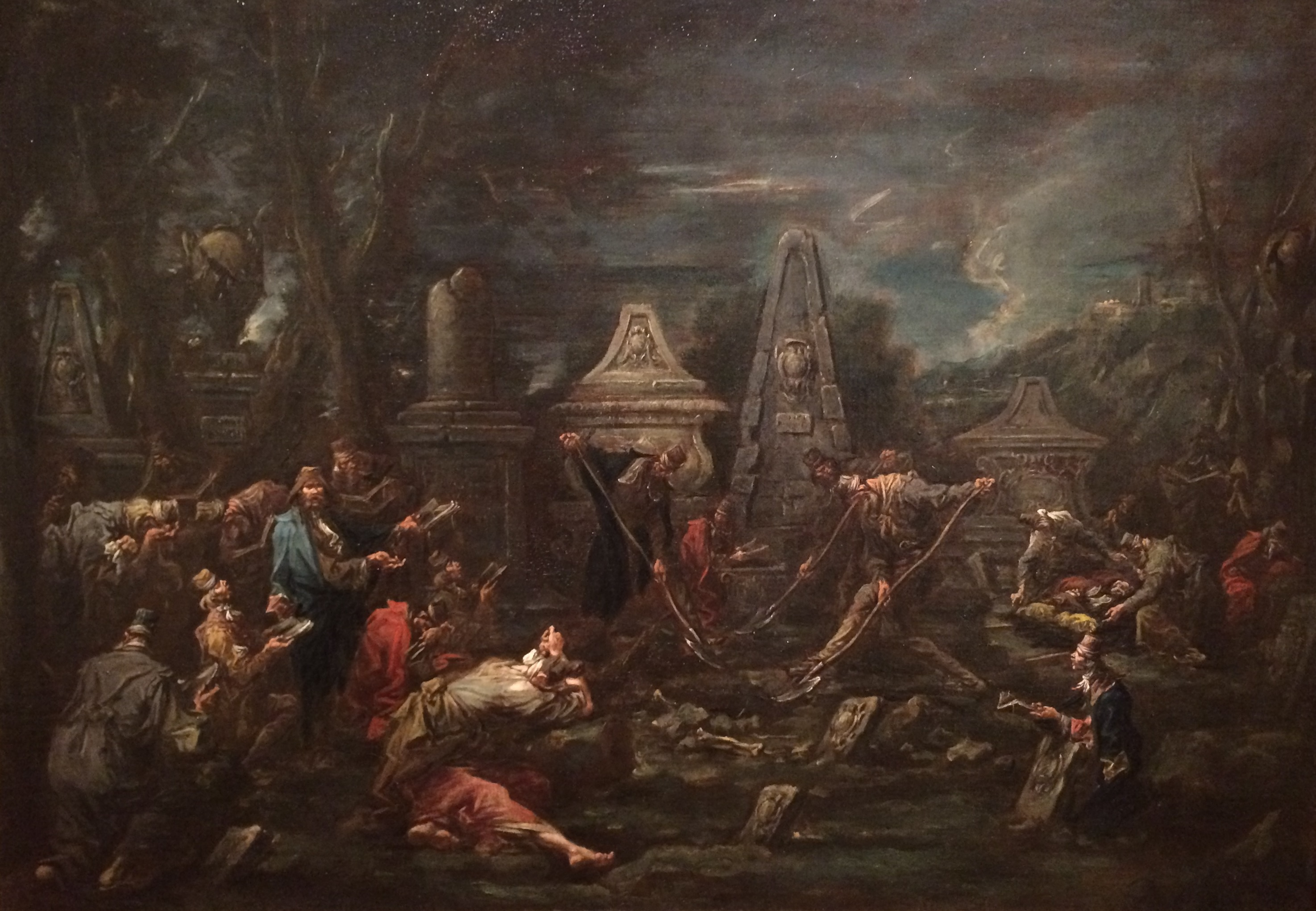
Funérailles juives, Alessandro Magnasco, vers 1720.

#### Hanouca
Une salle du musée est dédiée à la fête de Hanoucca. Elle présente une collection de lampes d'Hanouca (hanukkiyot) de plusieurs styles et périodes. Ce panorama est « une sorte de métaphore de la dispersion du peuple juif et son ancrage dans les cultures dominantes ».

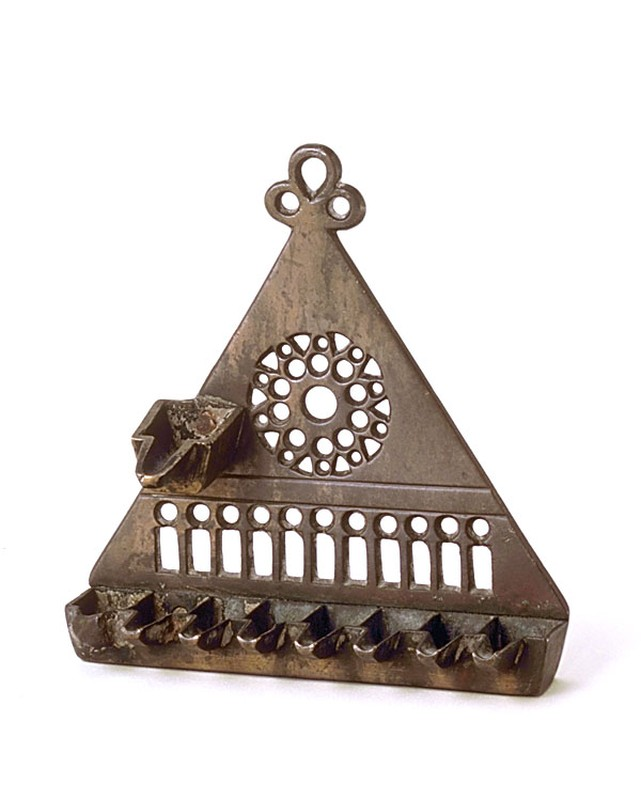
France, XIVe siècle.
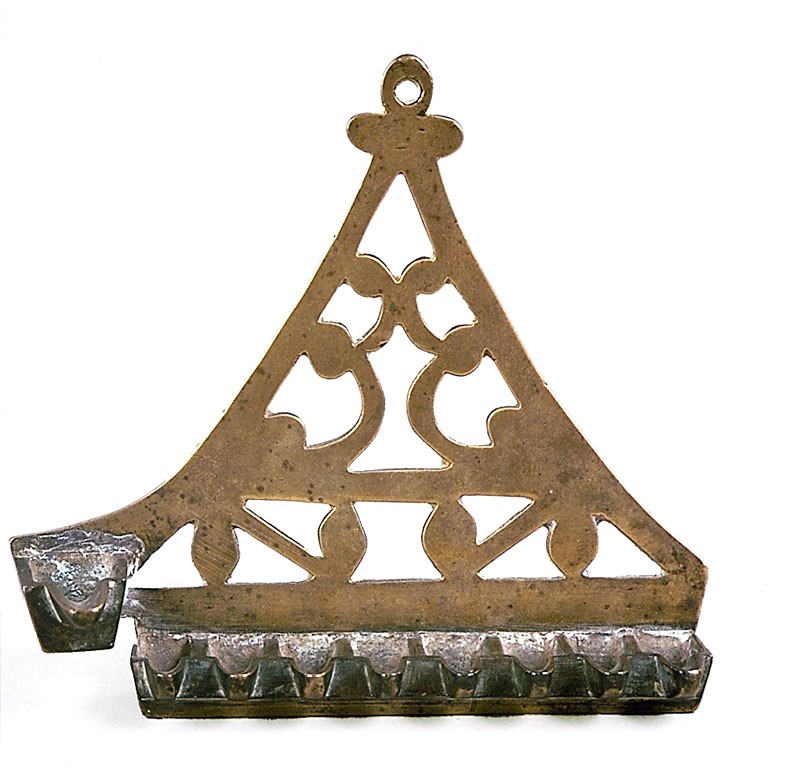
France, XVIe siècle.
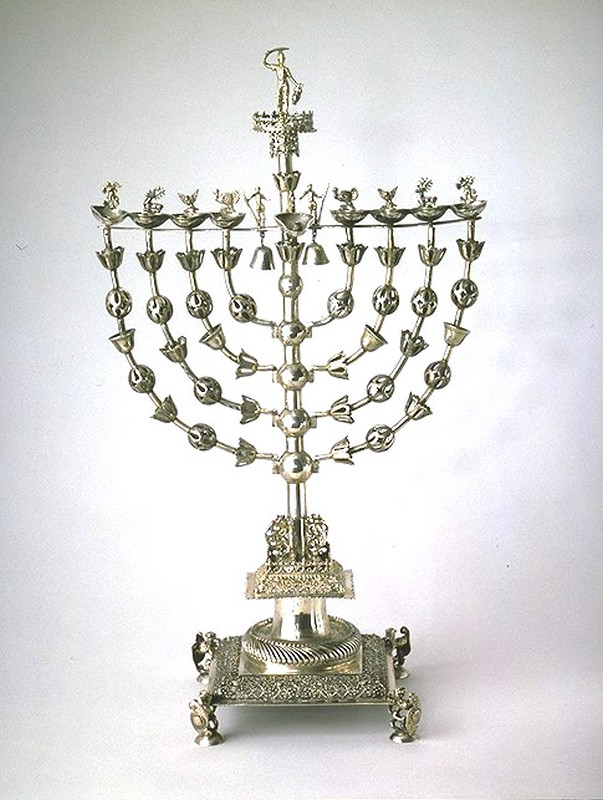
Allemagne, XVIIe siècle.
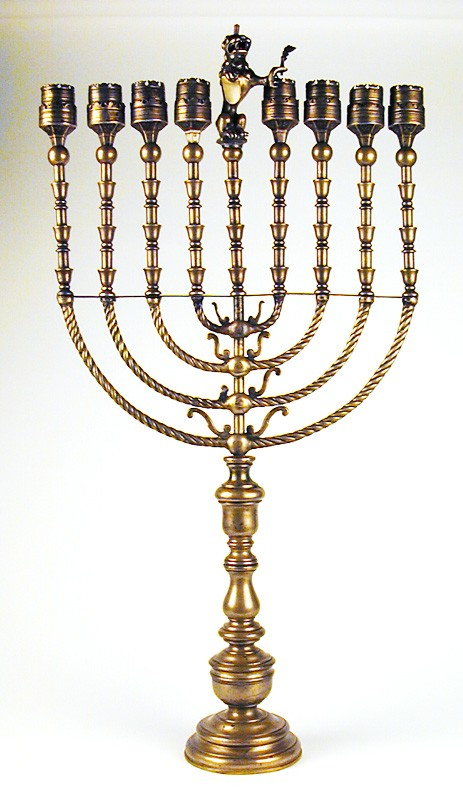
Italie, XVIIIe siècle.
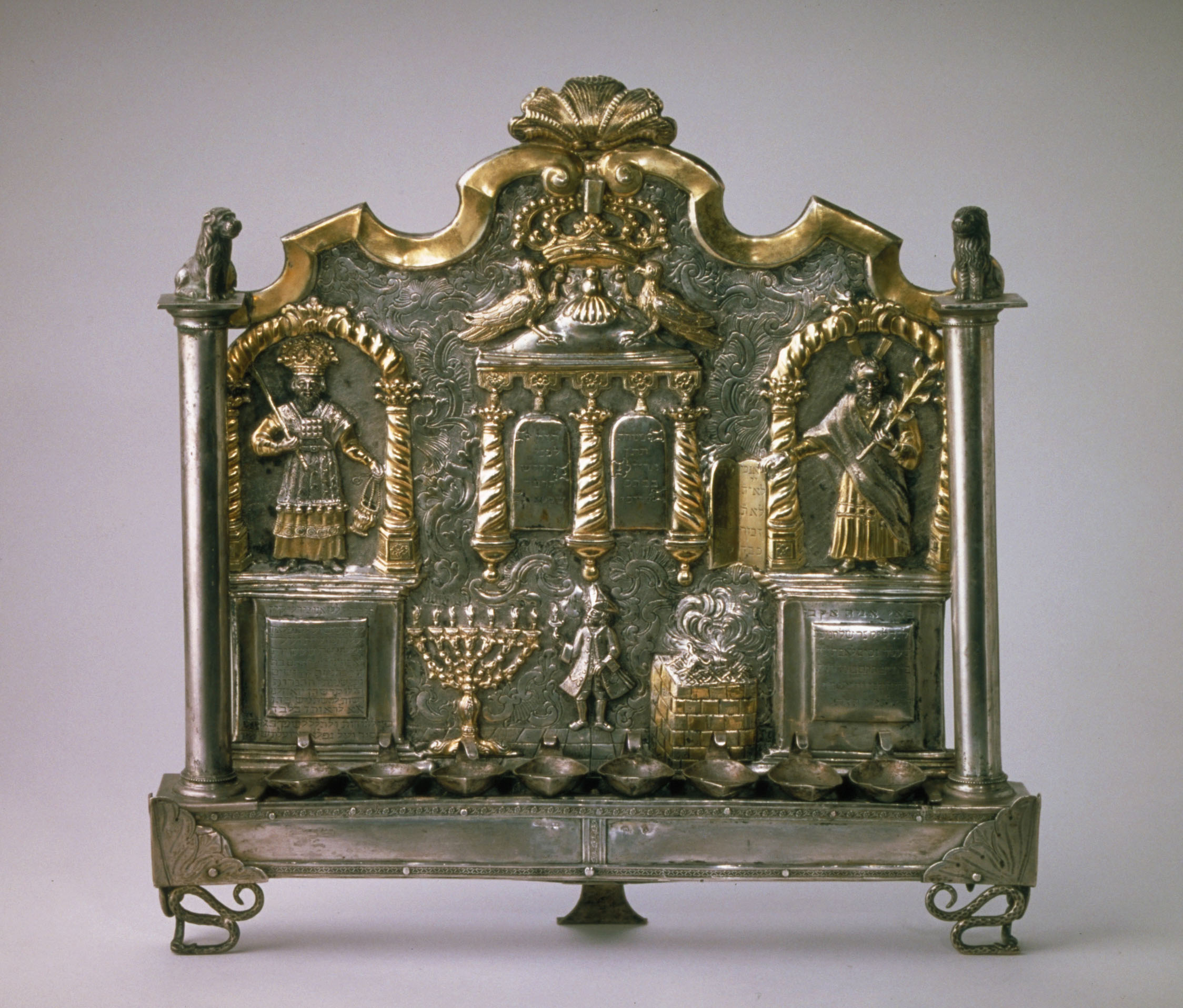
Pologne, XVIIIe siècle.
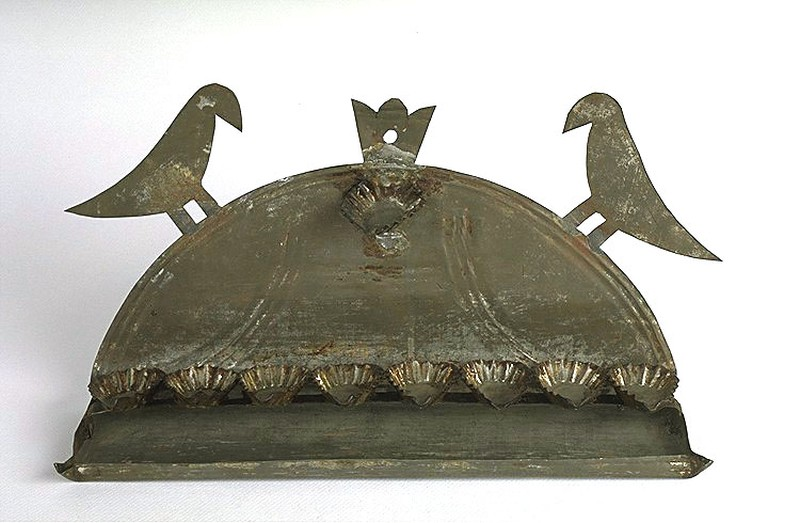
France, XIXe siècle.
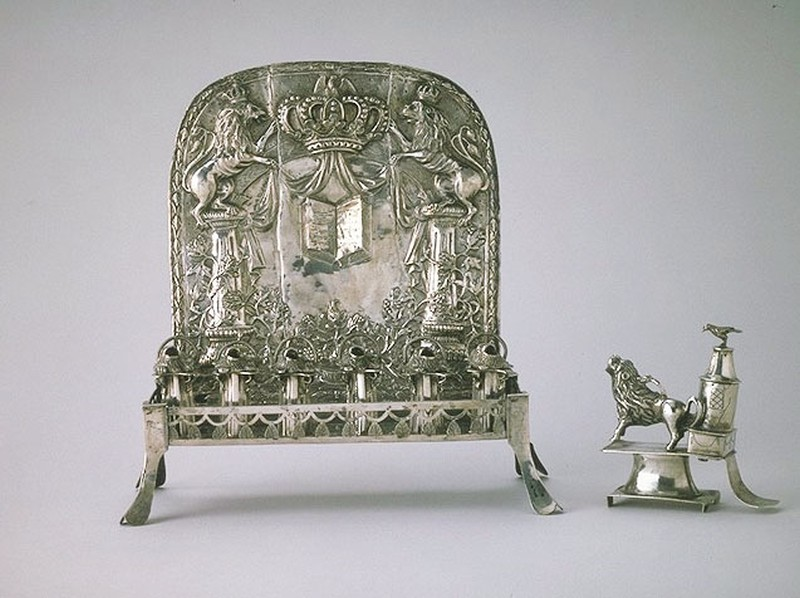
Europe centrale, XIXe siècle.
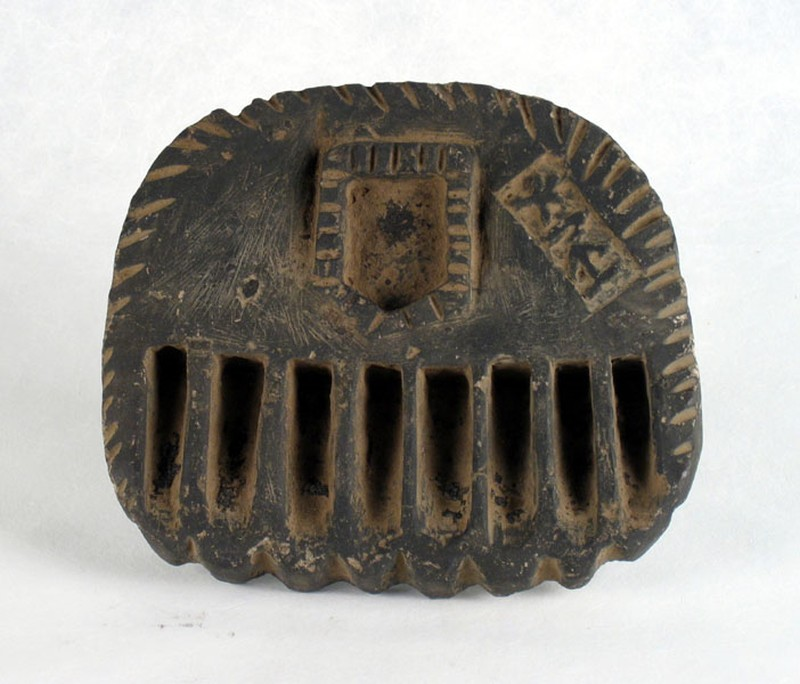
Yémen, XXe siècle.
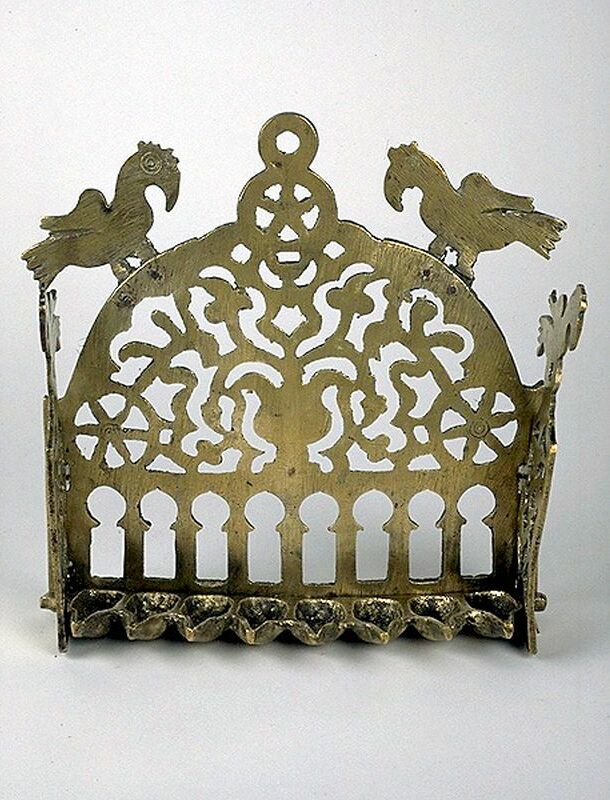
Tunisie, XXe siècle.
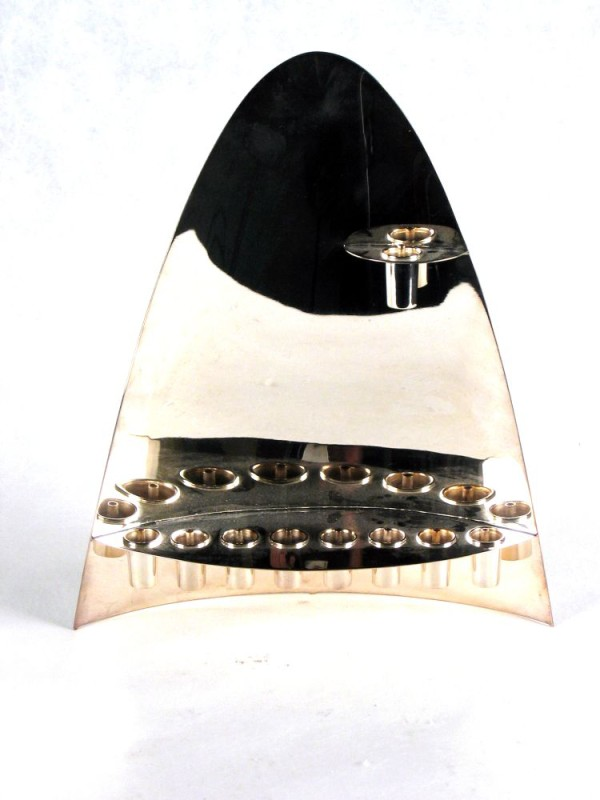
Israël, XXe siècle.

#### Amsterdam, rencontre de deux diasporas
Une collection de gravures hollandaises des XVIIe et XVIIIe siècles représente l'errance des Juifs espagnols après leur expulsion d’Espagne en 1492. Elle comprend une série intitulée Mœurs et coutumes de tous les peuples du monde de Bernard Picart et montre comment les Juifs portugais se sont intégrés dans des communautés à Amsterdam, Londres et Bordeaux après leur expulsion du Portugal en 1496-1497. Cette salle se concentre sur l'importance des relations entre les différentes communautés. Enfin, une vitrine illustre le développement de l'imprimerie hébraïque à travers des livres rares, qui sont de réels chefs-d'œuvre d'impression.

#### L’an prochain à Jérusalem
Le musée expose une soukka restaurée du XIXe siècle, provenant d'Autriche ou du sud de l'Allemagne. Elle est décorée de peintures qui représentent les premiers mots du Décalogue, Jérusalem et un village typique autrichien ou allemand. Cette souccah montre la place essentielle qu'occupe la ville de Jérusalem dans la conscience juive.
Les trois fêtes de pèlerinage, Pessa'h, Chavouot et Souccot, sont illustrées à travers d'autres objets rituels.

#### Le monde ashkénaze traditionnel

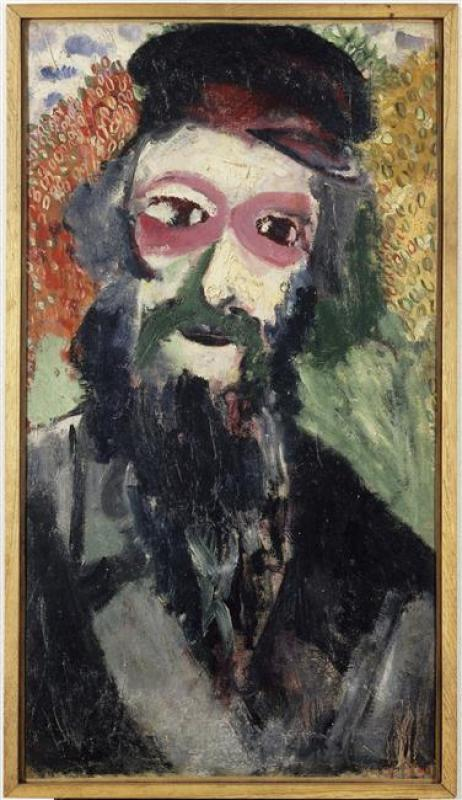
Marc Chagall, Le Père, 1911.

Plusieurs maquettes de synagogues de Pologne, d’Ukraine et de Lituanie, à l’architecture si particulière, quasiment toutes détruites par les nazis, rappellent l’existence d’un monde aujourd’hui disparu.
Un tableau frappant intitulé Cimetière juif (1892) de Samuel Hirszenberg représente les conditions de vie difficiles des communautés juives de Pologne et de Russie, à cause des pogroms de la fin du XIXe siècle.
Deux tableaux de Marc Chagall donnent vie à l'existence des Juifs dans les shtetls, les bourgades juives d'Europe de l'Est.
Les vitrines exposent des objets autour des thèmes du Shabbat, de la prière et de la liturgie. Elles donnent aussi un court aperçu de l'organisation de l'étude et des grands courants de pensée religieuse au XIXe siècle.
De plus, une collection exceptionnelle de mappot — des bandes de tissus utilisées pour emmailloter les bébés garçons lors de leur circoncision — est exposée. Les mappot étaient utilisés exclusivement dans l'Est de la France.

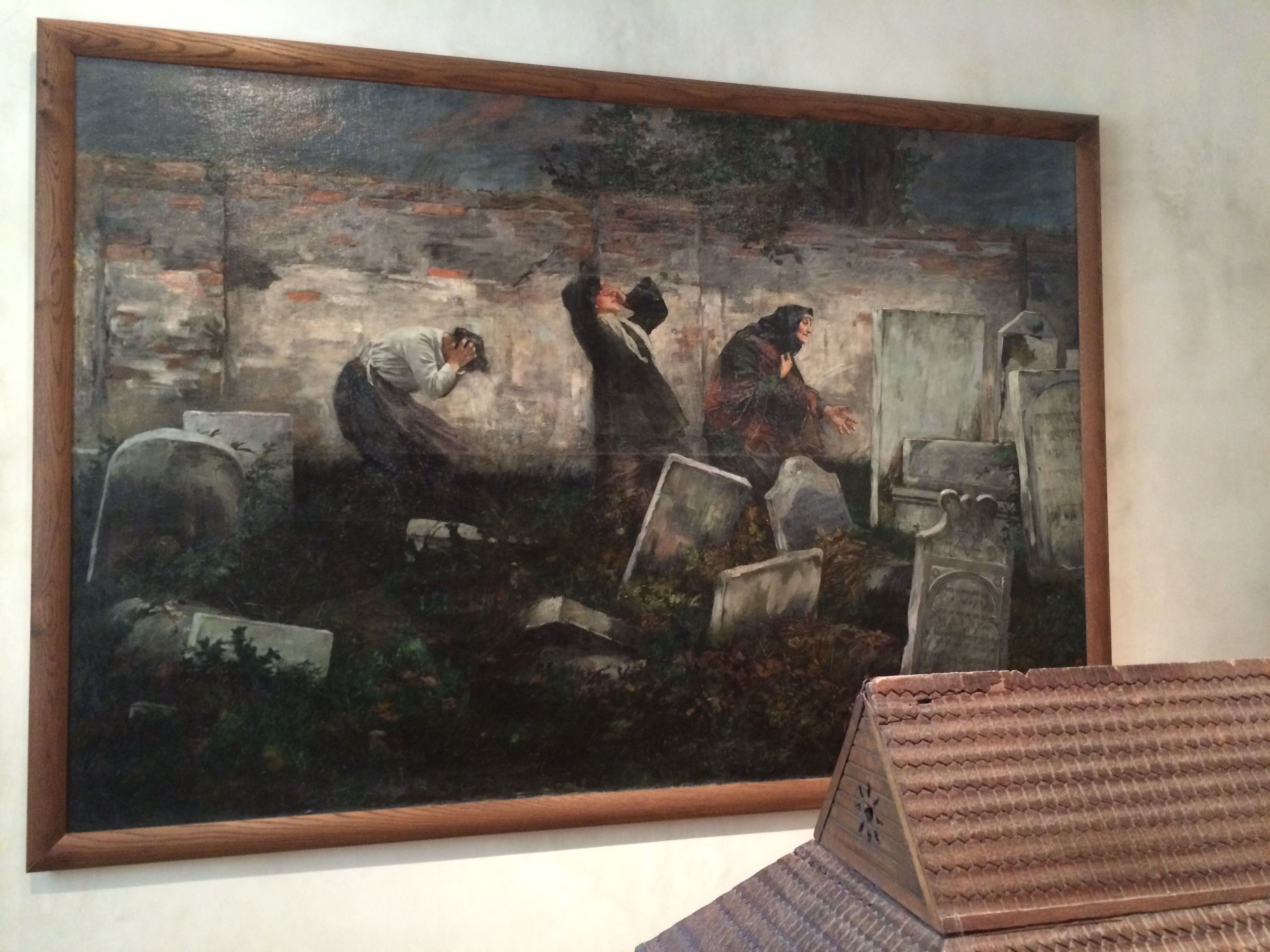
Cimetière juif, Samuel Hirszenberg (1892).

#### Le monde séfarade traditionnel
Les thèmes de la salle précédente sont repris de façon symétrique dans leur déclinaison séfarade ; les collections permettent d'apprécier les parentés formelles entre les deux traditions et le poids des influences.
Textiles (dont une robe de mariée, berberisca), orfèvrerie synagogale, dont un coffre à torah (ou tiq), objets domestiques modestes, ouvrages imprimés et art populaire présentés dans de vastes vitrines murales, dessinent un paysage contrasté des coutumes religieuses.
Cet espace accueille une collection ethnographique d'une grande diversité qui évoque la richesse des traditions, les cérémonies familiales et l'opulence des costumes des Juifs du Maghreb, de l'Empire ottoman et du Moyen-Orient. Des peintures orientalistes, des gravures et des photographies anciennes achèvent ce voyage à travers les communautés de la diaspora.

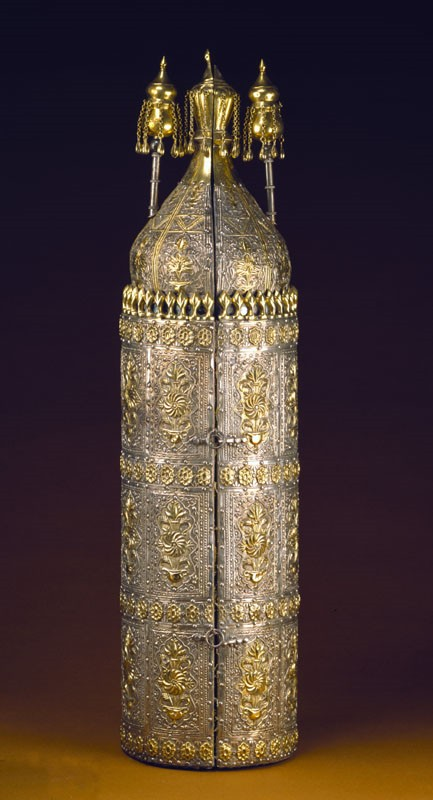
Coffre et rouleau de Torah, Empire ottoman (1860).
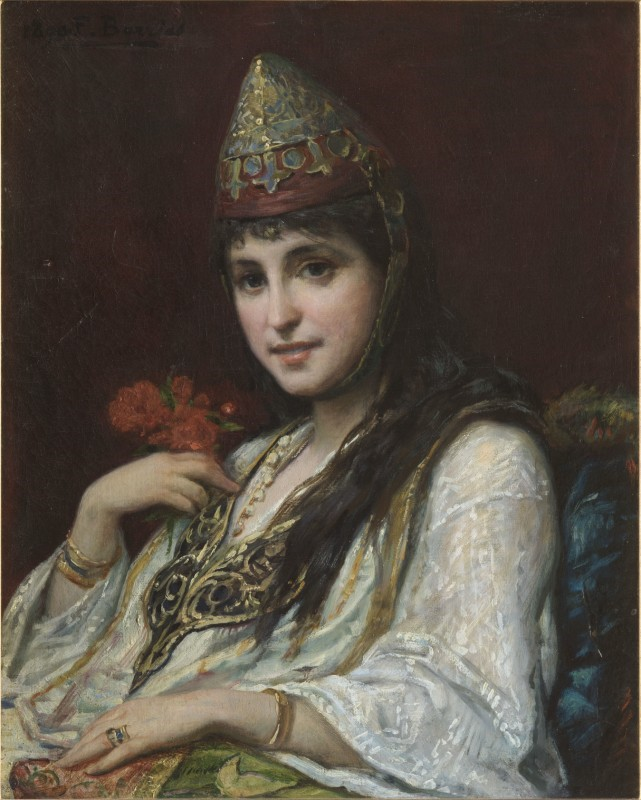
Femme au hennin, Félix Barrias (1890).
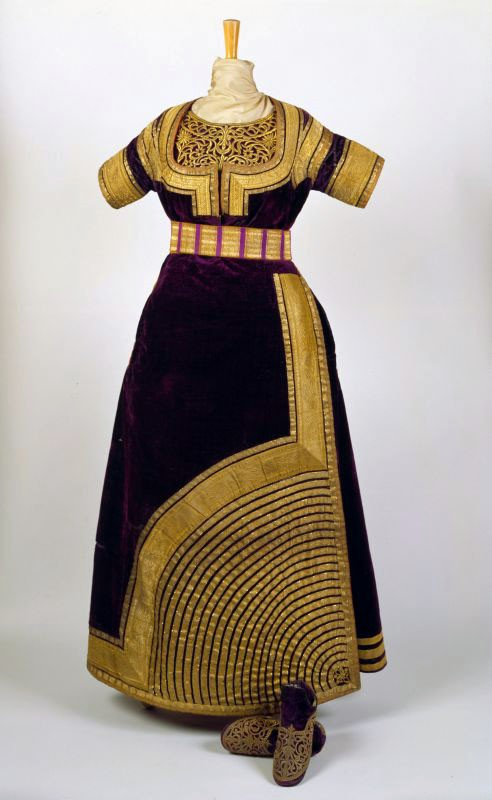
Grande robe de cérémonie, Maroc (fin XIXe).

#### L’émancipation, le modèle français
Panorama historique du judaïsme français au XIXe siècle. C’est l'ère de l'émancipation, dont la Révolution française a marqué le début. Les moments essentiels de l'intégration dans la société moderne sont présentés. Ce thème se prolonge par la présentation d'œuvres à thème juif (Moritz Oppenheim) et de scènes de genre d'artistes français et européens (Alphonse Lévy, Édouard Brandon, Édouard Moyse pour la France, Samuel Hirszenberg (en) et Maurycy Gottlieb, pour la Pologne), posant ainsi le premier jalon d'une réflexion sur la possibilité d'un art juif autre que liturgique ou traditionnel.
Cette section comprend un fonds d'archives considérable, donné par les petits-enfants du capitaine Dreyfus. Il est composé de plus de trois mille documents : manuscrits, lettres, photographies, souvenirs familiaux, pièces officielles, livres, cartes postales, affiches, etc.

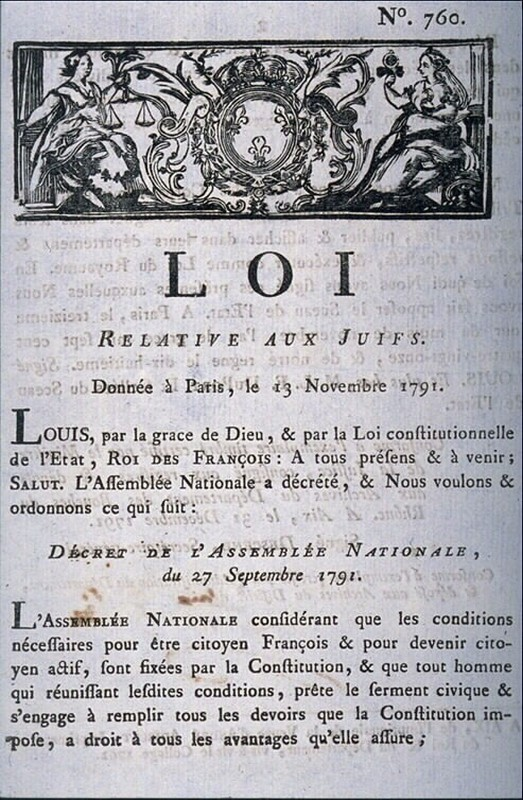
Décret de l'Assemblée nationale attribuant l'égalité de droits aux Juifs (1791).
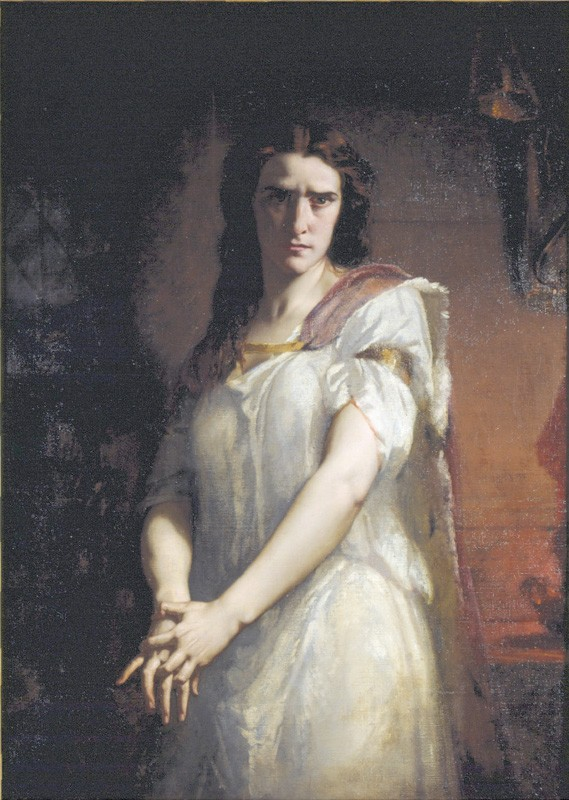
Rachel dans Lady Macbeth, Charles Louis Müller (1849).
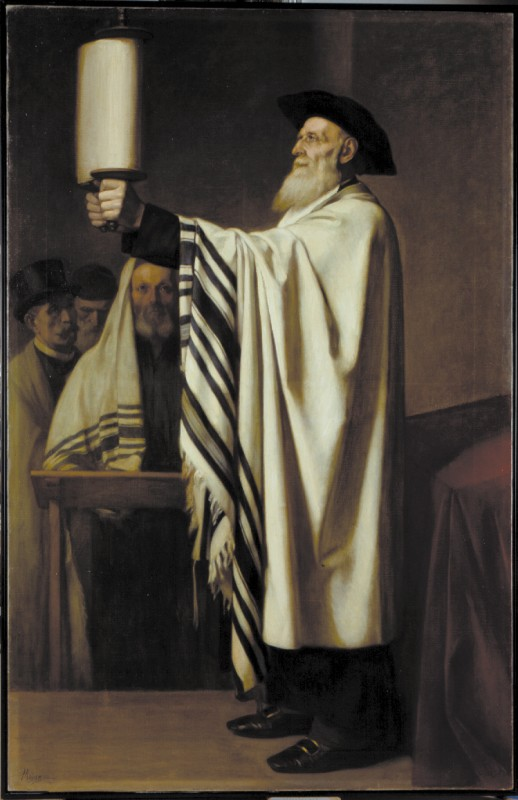
Présentation de la Loi, Édouard Moyse (1860).
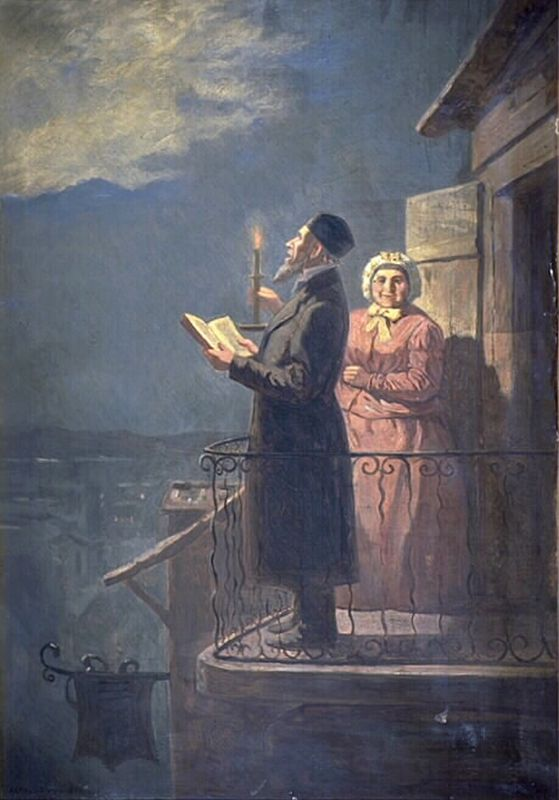
Prière du soir, Alphonse Levy (1883).

#### Mouvements intellectuels et politiques en Europe au tournant du siècle
Une séquence de transition rend compte du foisonnement intellectuel juif en Europe au tournant du siècle, avec le développement des sciences du judaïsme en France et en Allemagne, les fondateurs de l'histoire juive, la littérature et la culture yiddish, la renaissance de la langue hébraïque, la création théâtrale, la presse juive moderne, le sionisme et les mouvements politiques comme le Bund.

#### Présences juives dans l’art duXXesiècle

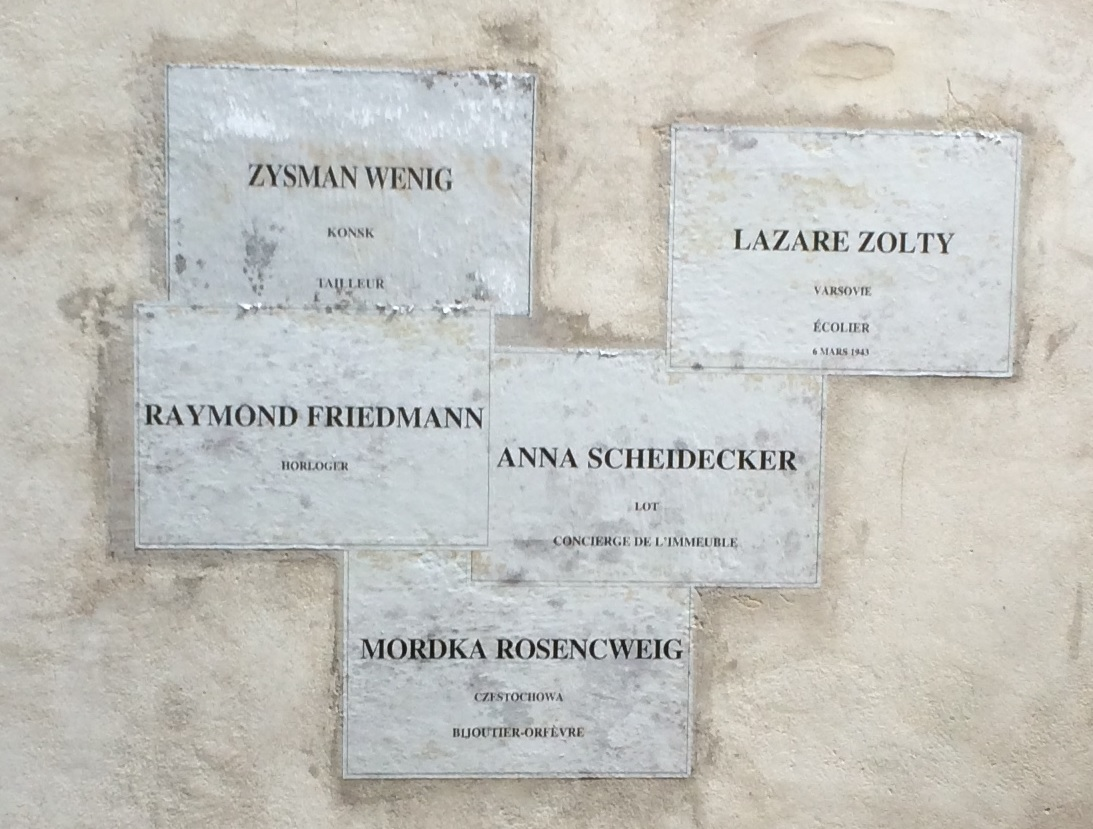
Les habitants de l'Hôtel de Saint-Aignan en 1939, Christian Boltanski (1998).

Un cabinet d'art graphique rassemble, sur le thème de la renaissance culturelle juive en Allemagne et en Russie, des œuvres sur papier et des ouvrages des premières années du XXe siècle. Le musée remplit ici une mission, celle d'approfondir et de faire découvrir les recherches formelles et stylistiques majeures d'artistes importants, parfois oubliés. Regroupées sur le thème du folklore, de l'ornement, des sources bibliques et de la calligraphie, ces œuvres constituent l'aboutissement d'une démarche liant thème et identité dans l'art juif.
Ce regard sur les contributions d'artistes juifs à l'art du début du XXe siècle se termine par un ensemble d'œuvres de peintres, sculpteurs et graveurs de l'École de Paris : Chagall, Lipchitz, Soutine, Louis Marcoussis, Pinchus Krémègne, Kikoïne, Pascin, Chana Orloff, Moïse Kisling, Modigliani, Pressmane, Irène Reno... Dans la diversité de leurs trajectoires et surtout dans leur confrontation à la modernité, ces artistes marquent la transition vers une nouvelle identité juive qui n'est plus exclusivement religieuse.

#### Être Juif à Paris en 1939
Évitant toute constitution d'une collection d'art thématique sur le thème de la Shoah, le musée s'est attaché à remonter l'histoire emblématique de quelques Juifs d'Europe orientale, Russie, Pologne, Roumanie, qui vinrent s'installer à Paris au début du siècle, et dont les chemins aboutirent à l'hôtel de Saint-Aignan. À partir de sources d'archives, le musée propose une séquence documentaire sur l'histoire du judaïsme européen, la fin des communautés exterminées, l'immigration à Paris, la vie juive dans le quartier du Marais, les métiers, les structures associatives.
Dans une courette, une œuvre murale de Christian Boltanski rend hommage aux habitants de l'hôtel de Saint-Aignan en 1939, artisans juifs pour la plupart, dont une grande partie furent assassinés dans les camps nazis.

### Le Fonds Dreyfus
En même temps qu'une exposition en 2006, Alfred Dreyfus, le combat pour la justice, le musée a mis en ligne une présentation de l'affaire Dreyfus et de son « fonds exceptionnel relatif à l'Affaire et à la famille Dreyfus, en permettant une consultation en ligne des plus de 3 000 documents, lettres, photographies, et autres qui le composent ».
Au centre de la cour intérieure se trouve une grande statue moderne de Tim représentant Dreyfus tenant à la main son épée brisée, une copie de Hommage au capitaine Dreyfus.

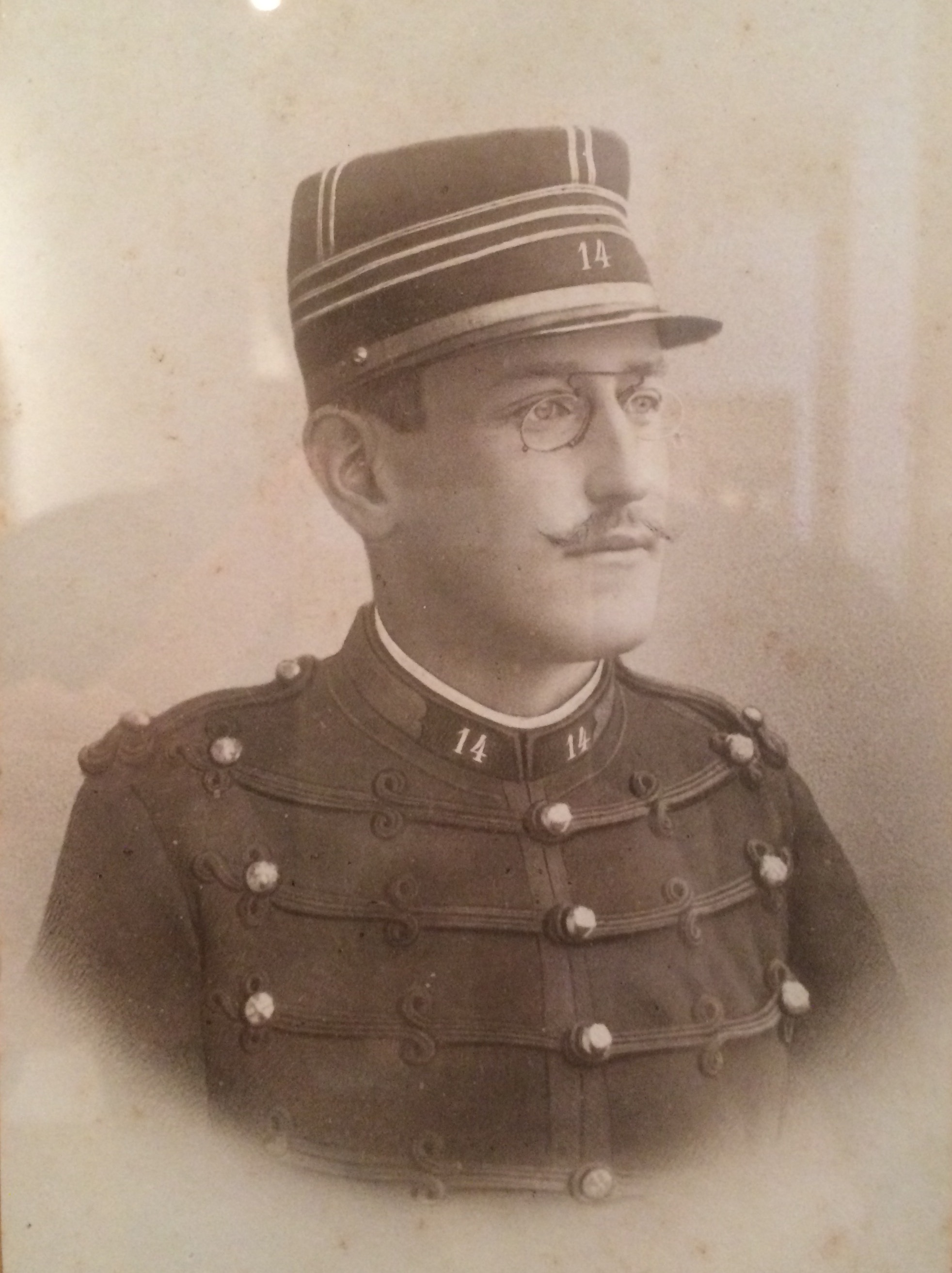
Alfred Dreyfus en uniforme (1890).
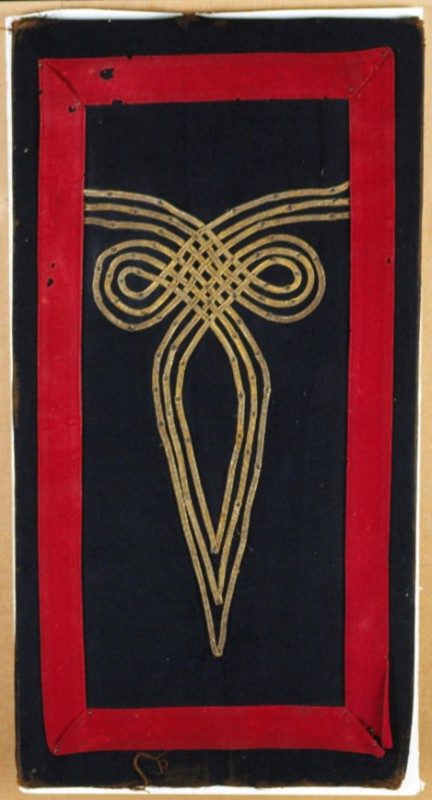
Galons arrachés à Dreyfus le jour de sa dégradation publique (1895).
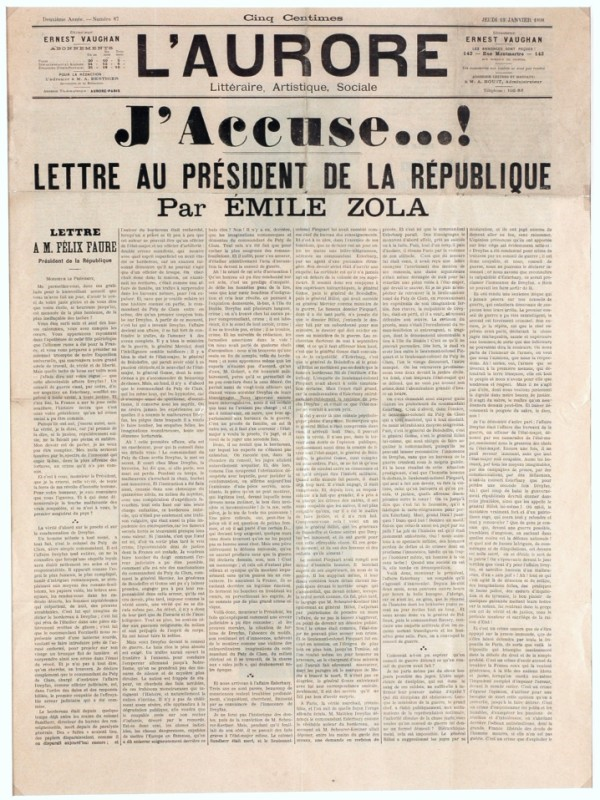
J'accuse…!, une du journal L'Aurore publiant la lettre d’Émile Zola (1898).
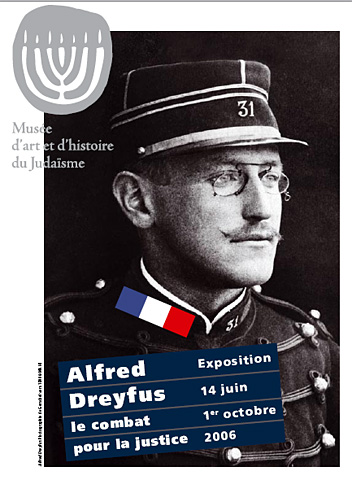
Affiche de l'exposition Alfred Dreyfus, le combat pour la justice (2006).

#### Acquisitions
Les croquis d'audience réalisés par le journaliste et dessinateur Maurice Feuillet lors des procès d'Émile Zola à Paris en 1898 et du deuxième procès d'Alfred Dreyfus à Rennes en 1899 ont été mis en vente aux enchères le 8 décembre 2020 à Nantes. 
Les lots de dessins ont été en grande partie préemptés par les musées nationaux, pour enrichir les collections du musée,,.

### Présidents du mahJ
- 1988-2001 : Claude-Gérard Marcus
- 2001-2011 : Théo Klein
- 2012- : Dominique Schnapper

### Directeurs du mahJ
- 1988-1998 (préfiguration) : Laurence Sigal-Klagsbald
- 1998-2011 : Laurence Sigal-Klagsbald
- 2012 : Laurent Héricher
- 2013- : Paul Salmona

### Identité visuelle
Le premier logo a été créé en 1997 par Philippe Apeloig.
En 2016, le mahJ adopte un nouveau logotype dessiné par l'atelier Doc Levin.

Ancien logotype (1997-2016).
Logotype actuel.

## L’hôtel de Saint-Aignan

### Histoire

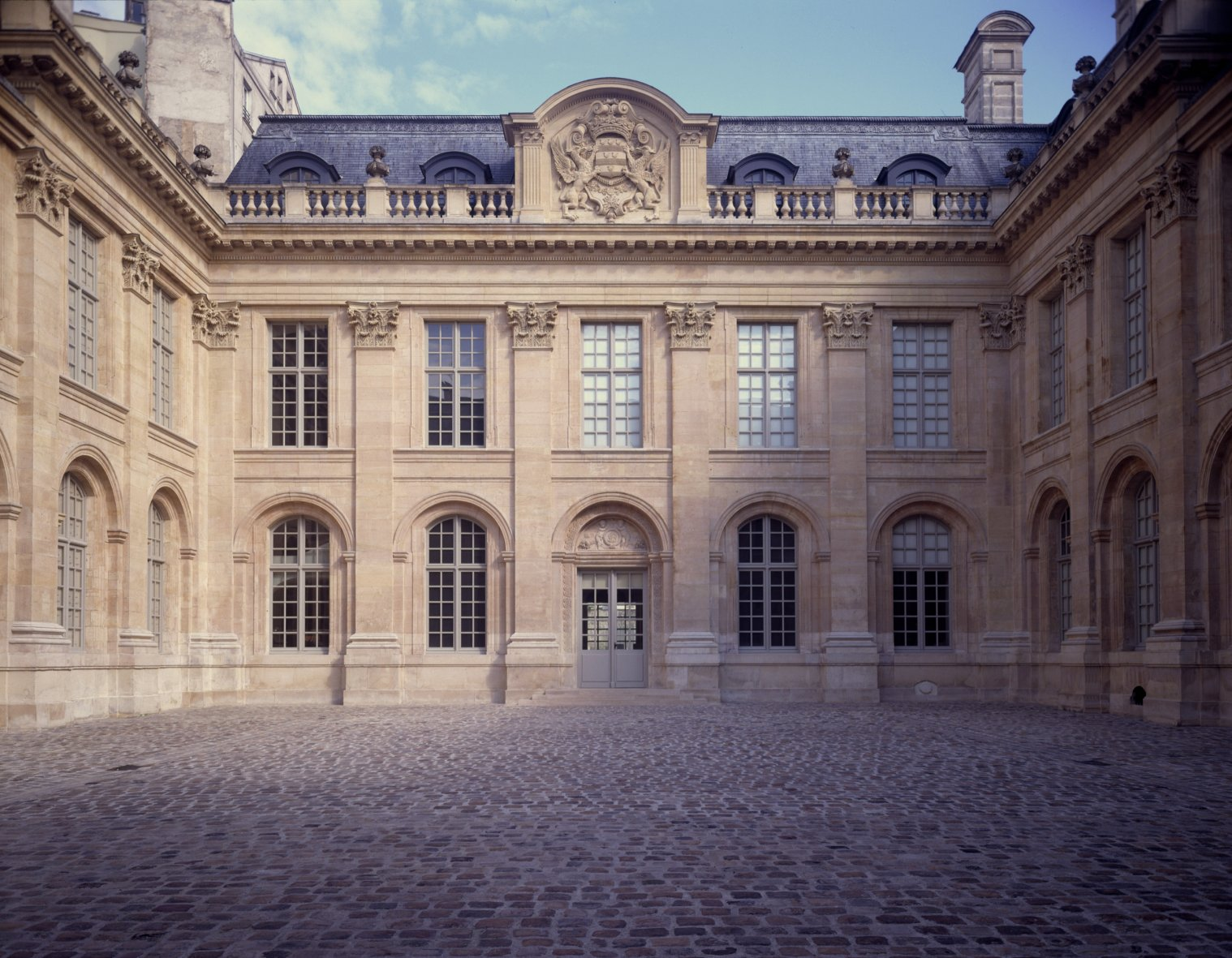
La cour d'honneur.

L'hôtel est bâti en 1644-1650 pour Claude de Mesmes, comte d'Avaux, surintendant des finances de Mazarin,  à l'extérieur de l'enceinte de Philippe-Auguste le long de cette muraille. C’est Pierre Le Muet, architecte du roi, qui en dresse les plans.
En 1688, l’hôtel est racheté par Paul de Beauvilliers, duc de Saint-Aignan, qui entreprend une campagne de travaux de réfection et de modernisation. Il aménage le premier étage en appartements et fait appel à André Le Nôtre pour redessiner un jardin à la française.
En 1792, l'hôtel de Saint-Aignan est saisi et mis sous séquestre à la suite de la Révolution. Il devient le siège de la septième municipalité en 1795, puis du septième arrondissement jusqu'en 1823, avant d'être partagé en locaux commerciaux de toutes sortes.
Ayant fait l'objet de reventes successives, l'hôtel est voué à partir de 1842 au commerce et à la petite industrie. Des photographies d'époque, en particulier celles d’Eugène Atget, évoquent la vie de cet immeuble où vivent désormais des artisans juifs immigrés de Pologne, de Roumanie et d'Ukraine.
Lors des grandes rafles antijuives de 1942, plusieurs personnes vivant dans le bâtiment sont arrêtées et déportées. Au total, treize des habitants juifs de l'hôtel seront assassinés dans les camps.
L'hôtel de Saint-Aignan est racheté par la Ville de Paris en 1962, et est classé monument historique en 1963.
En 1978 commence une première campagne de restauration, sous la direction de Jean-Pierre Jouve, architecte en chef des monuments historiques. Le bâtiment est alors affecté aux archives de Paris. Une seconde campagne de restauration de l'hôtel s’ouvre en 1991, sous la direction de Bernard Fonquernie, architecte en chef des Monuments historiques.
En 1998, à la suite d’une initiative de Jacques Chirac lorsqu’il était du maire de Paris, l'hôtel de Saint-Aignan est affecté à l'installation d'un musée consacré à la civilisation juive : le musée d'Art et d'Histoire du judaïsme.

### Architecture

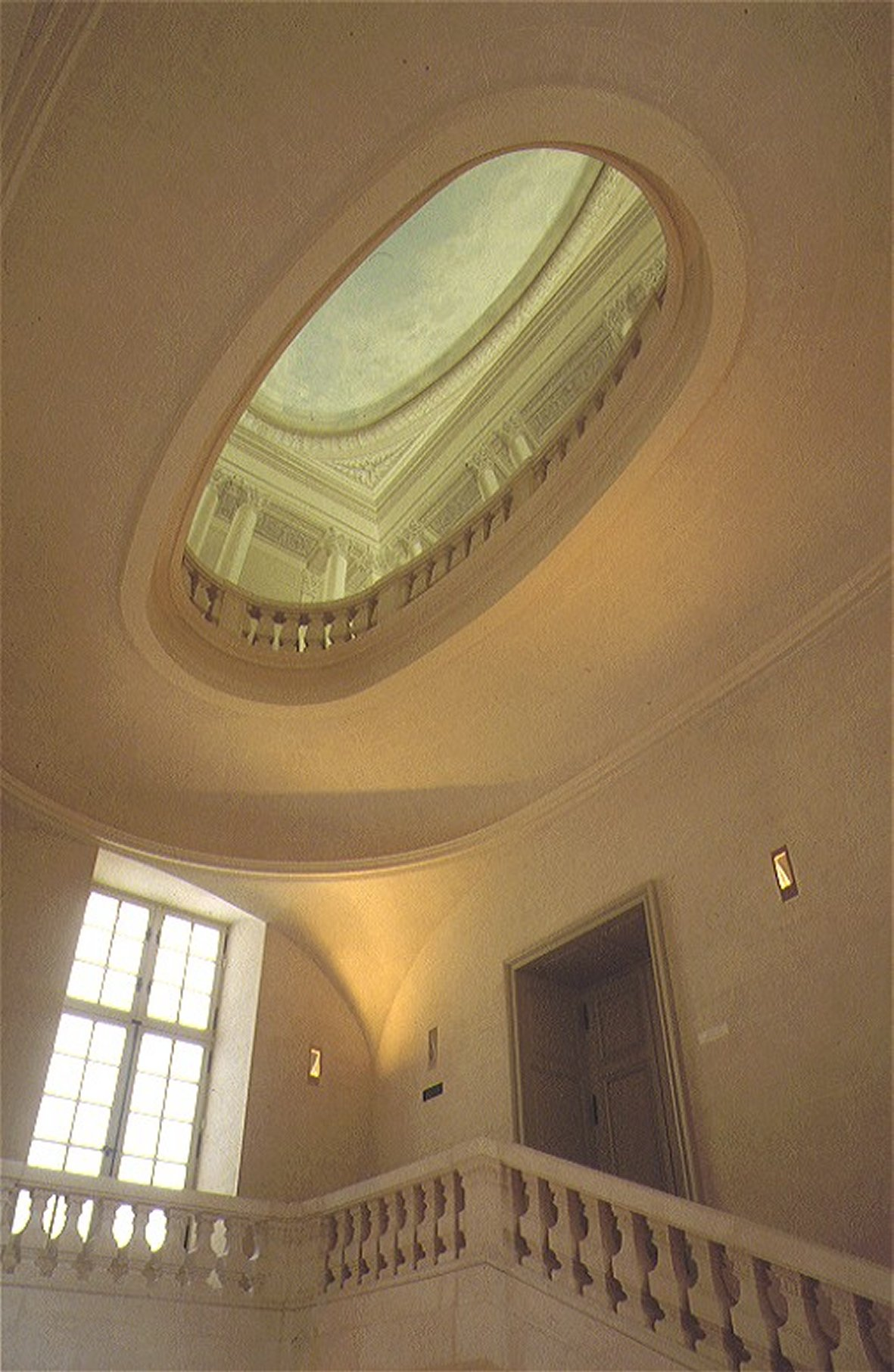
Le grand escalier.

L’hôtel est bâti en 1644-1650, sur une grande parcelle irrégulière où s'élevait l'hôtel familial hérité par Claude de Mesmes. Son auteur, l'architecte Pierre Le Muet, propose un décor sans précédent dans l'architecture civile parisienne. Ayant abattu le vieux bâtiment, il adopte le plan usuel des grands hôtels aristocratiques, corps de logis principal en retrait de la rue, au fond d'une grande cour légèrement rectangulaire et aile unique en retour à droite avec une grande galerie à l'étage. Au rez-de-chaussée de l'aile droite se trouvaient les cuisines, réaménagées aujourd'hui pour accueillir des ateliers, ainsi que la salle à manger, désormais rattachée à la librairie du mahJ, qui présente un décor de fresques exceptionnel attribué à Rémy Vuibert.
À gauche, il conçoit une façade en trompe-l'œil, dite «renard», qui masque en réalité un mur appuyé sur le tracé de l'enceinte de Philippe Auguste. Ainsi donne-t-il l'illusion d'un espace vaste et préserve-t-il une apparente symétrie. L'originalité de cette architecture tient aussi à l'ordonnance de pilastres sculptés, dits «colossaux», courant sans rupture au niveau des étages de bas en haut de la façade. Sur le même principe de continuité, les quatre façades qui encadrent la cour sont identiques, ne distinguant pas particulièrement le corps de logis principal, contrairement à l'usage. L'architecte produit ainsi un effet de verticalité imposant, un rythme soutenu qui confère une véritable majesté à l'édifice. Un passage conduit à la petite basse-cour, où remises et écuries ont une issue directe sur la rue.
Paul de Beauvilliers, duc de Saint-Aignan, rachète l'hôtel en 1688. Il entreprend une campagne de travaux de réfection et de modernisation avec un agrandissement de la façade sur jardin, la réalisation d'un escalier d'honneur, l'aménagement d'appartements dans l'ancienne galerie du premier étage. André Le Nôtre est sollicité pour redessiner un jardin à la française avec des parterres d'ornements. Le principe de restauration qui sera adopté au XXe siècle reprend précisément la fin XVIIe comme période de référence.
Saisi en 1792, l'hôtel devient le siège de la septième municipalité en 1795, puis du septième arrondissement jusqu'en 1823, avant d'être partagé en locaux commerciaux de toutes sortes et voué à partir de 1842 au commerce et à la petite industrie. Transformé en immeuble de rapport, le corps de logis est alors surélevé de trois niveaux.
Après l'achat en 1962 de l'hôtel par la Ville de Paris et son classement (1963), une première campagne de restauration débute en 1978, sous la direction de Jean-Pierre Jouve, architecte en chef des Monuments historiques. Au terme d’une seconde campagne de restauration, débutée en 1991 sous la direction de Bernard Fonquernie, les travaux s’achèvent en 1998.
Aux adjonctions de 1690 près, malgré quelques erreurs, les travaux de restauration et de restitution ont rendu à l'hôtel son ordonnance primitive, et à l'art français une des plus hautes expressions de l'atticisme architectural parisien au temps de la régence d'Anne d'Autriche.
L'édifice est classé au titre des monuments historiques en 1988.